# Wiesen um die Altenburg bei Bamberg
Wiesen um die Altenburg bei Bamberg este o arie protejată (arie specială de conservare — SAC, sit de importanță comunitară — SCI) din Germania întinsă pe o suprafață de 56,79 ha, integral pe uscat.

## Localizare
Centrul sitului Wiesen um die Altenburg bei Bamberg este situat la coordonatele 49°52′44″N 10°52′06″E / 49.8789°N 10.8683°E.

## Înființare
Situl Wiesen um die Altenburg bei Bamberg a fost declarat sit de importanță comunitară în noiembrie 2004 pentru a proteja 2 specii de animale. Situl a fost protejat și ca arie specială de conservare în aprilie 2016.

## Biodiversitate
Situată în ecoregiunea continentală, aria protejată conține 1 habitat natural: Fânețe de joasă altitudine (Alopecurus pratensis, Sanguisorba officinalis).
La baza desemnării sitului se află mai multe specii protejate de  nevertebrate (2): phengaris nausithous (Maculinea nausithous), Maculinea teleius.